# Ludwig Adolf Wilhelm von Lützow

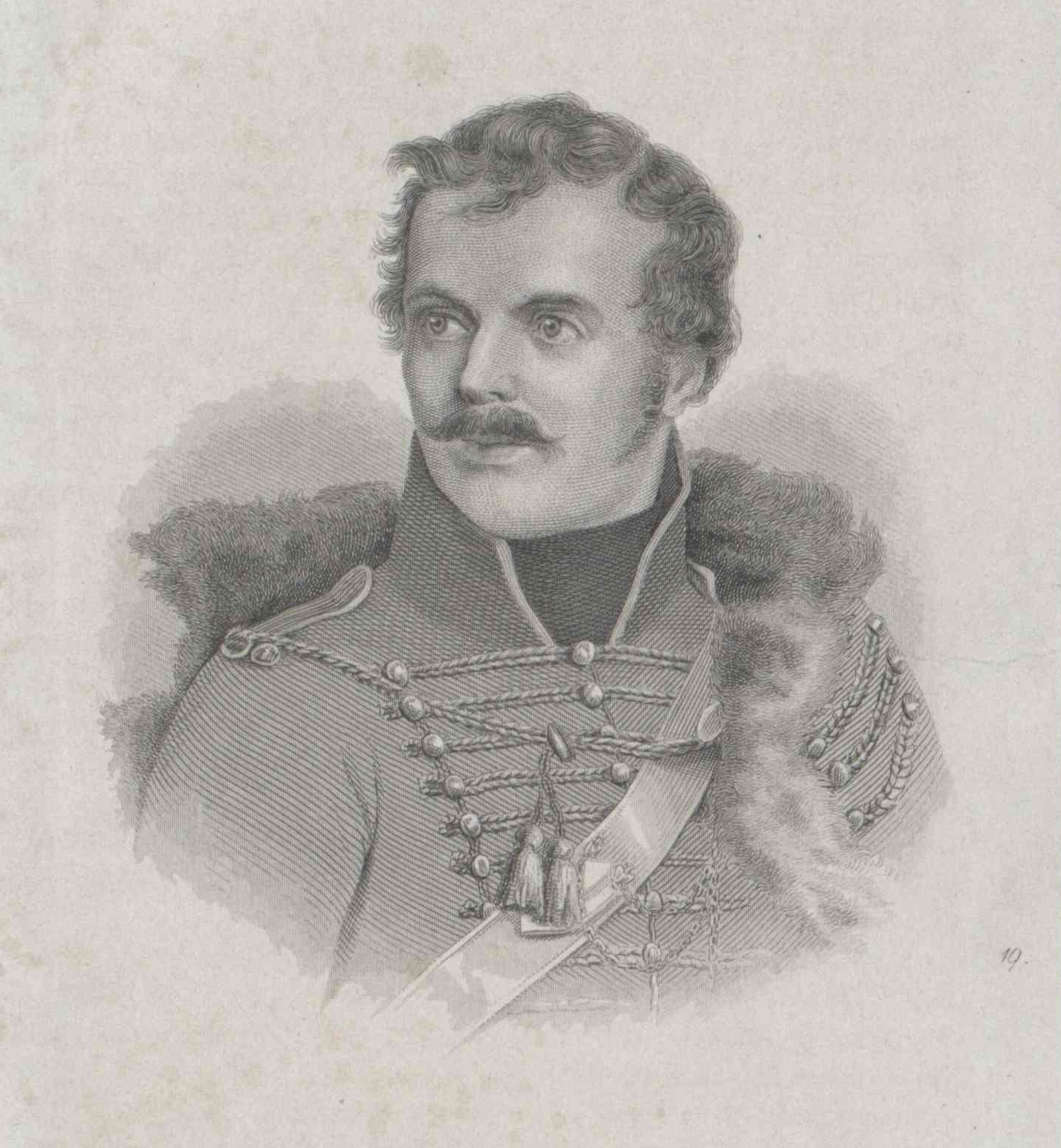
Adolf von Lützow

Ludwig Adolf Wilhelm Freiherr von Lützow (* 18. Mai 1782 in Berlin; † 6. Dezember 1834 ebenda) war ein preußischer Generalmajor und Freiheitskämpfer. Er wurde als Führer des Lützowschen Freikorps in den Befreiungskriegen berühmt.

## Leben

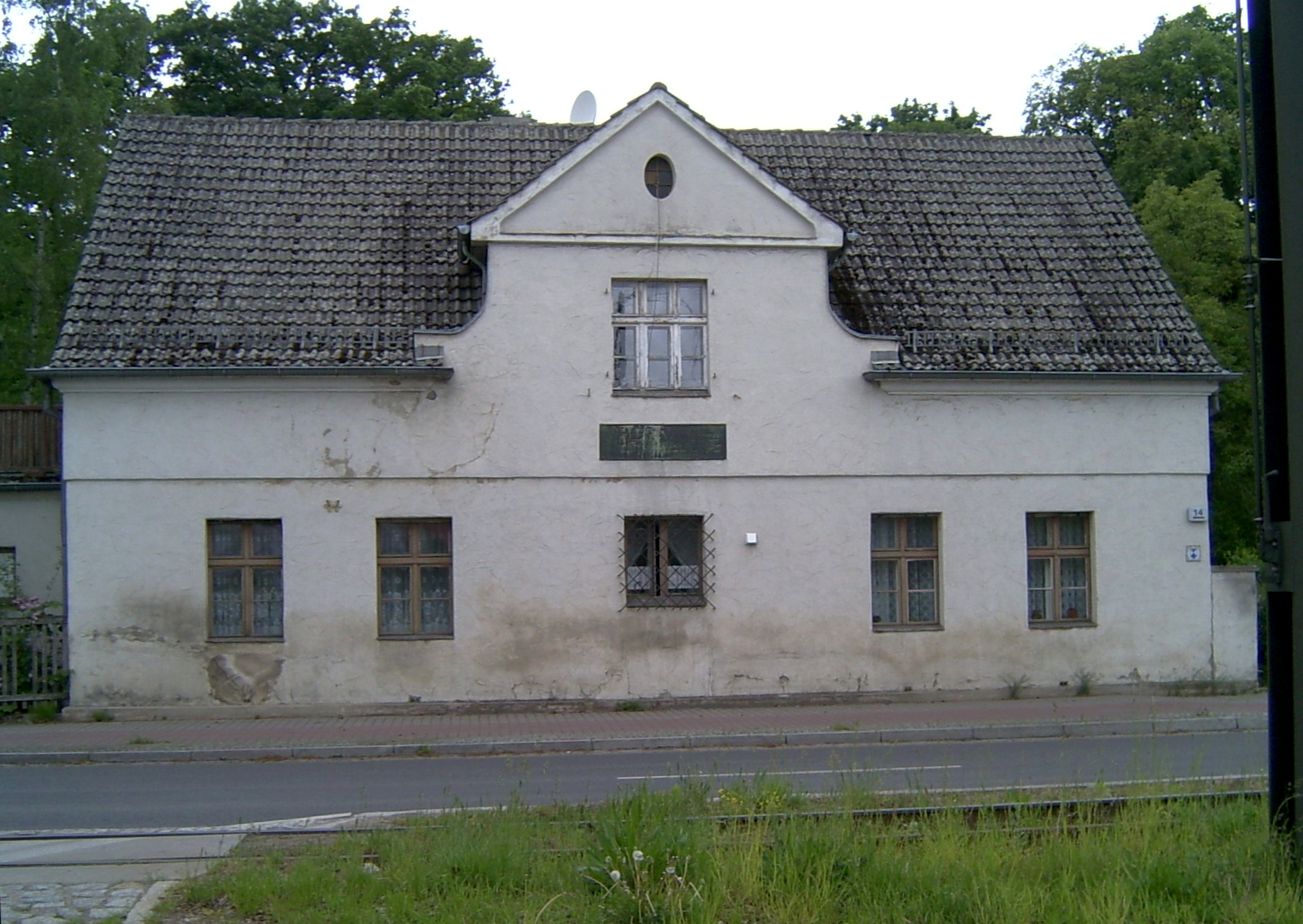
„Lützowhaus“ in Schöneiche, wo der verwundete Lützow 1809 gepflegt worden sein soll

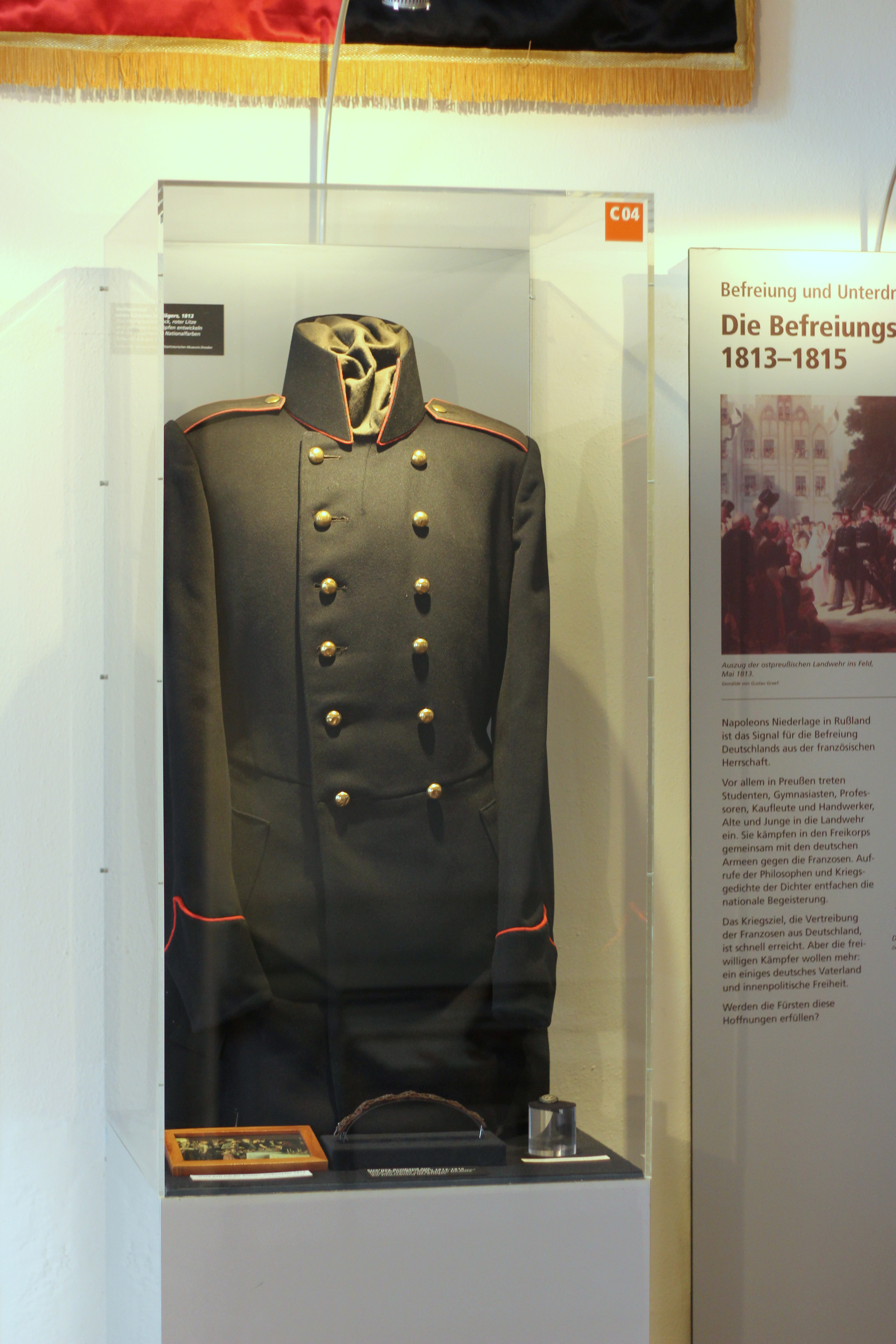
Lützowsche Uniformfarben, aus denen die deutschen Nationalfarben hervorgingen

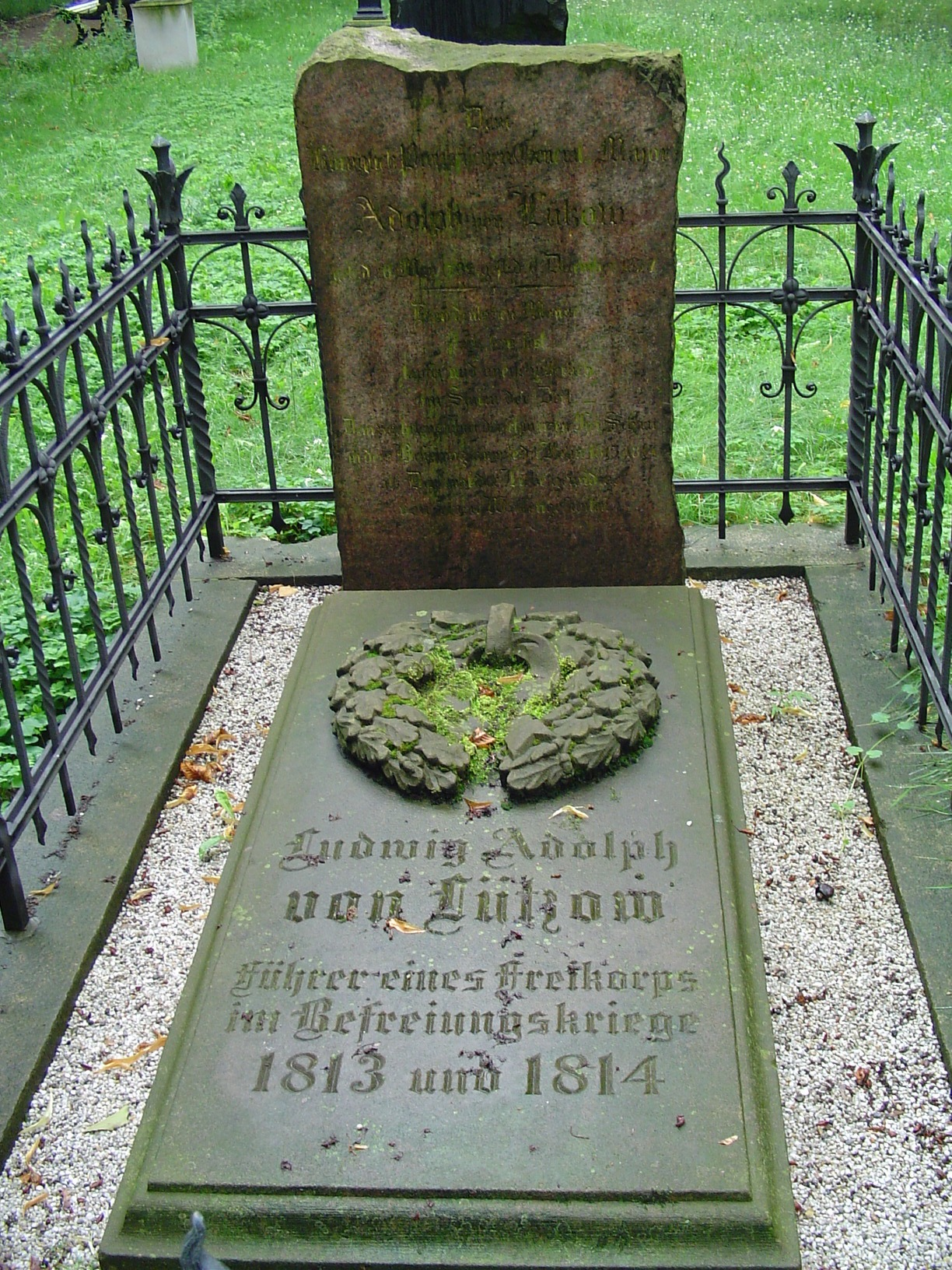
Grab auf dem Alten Garnisonfriedhof in Berlin

### Vor den Befreiungskriegen
Ludwig Adolf Wilhelm stammte aus dem mecklenburgischen Adelsgeschlecht Lützow. Sein Vater war der preußische Generalmajor Johann Adolph von Lützow (1748–1819), und seine Mutter Wilhelmine, geborene von Zastrow (1754–1815).
Lützow wurde am 26. Mai 1795 als Gefreiterkorporal im I. Bataillon Garde der Preußischen Armee angestellt. Am 20. Januar 1798 zum Fähnrich befördert, folgte am 10. Dezember 1800 seine Ernennung zum Sekondeleutnant. Da Lützow ein leidenschaftlicher und guter Reiter war, ersuchte er um Versetzung zur Kavallerie. Am 31. Dezember 1804 wurde er in das Kürassierregiment „von Reitzenstein“ (Altpreußisches Kürassierregiment K 7) in der Garnison Tangermünde versetzt. Im Verlauf der Schlacht bei Jena und Auerstedt am 14. Oktober 1806 wurde das Regiment zerschlagen und seine Reste, unter ihnen der verwundete Lützow, flüchteten in die Festung Magdeburg. Als sich die Kapitulation Magdeburgs abzeichnete, verließ Lützow die Festung. Über Kopenhagen schlug er sich in das belagerte Kolberg durch, um sich dort dem Freikorps Ferdinand von Schills anzuschließen. In Anerkennung seiner Verdienste erhielt er nach dem Friedensschluss den Orden Pour le Mérite und wurde als Stabsrittmeister und Eskadronchef in das 2. Brandenburgische Husarenregiment übernommen. Mehrfach verwundet, verschlechterte sich Lützows Gesundheitszustand derart, dass er um seine Verabschiedung ersuchte. Unter gleichzeitiger Beförderung zum Major wurde ihm am 31. August 1808 der Abschied erteilt.
Lützow versuchte sich danach in der Forstlaufbahn, gab dieses Vorhaben jedoch bald wieder auf. Er fand Kontakte zu preußischen Patrioten um den Kammergerichtspräsidenten Ludwig von Vincke, Berater des Freiherrn vom Stein, und wurde bereits frühzeitig in die Vorbereitung des Kampfes gegen die Herrschaft Napoleon Bonapartes einbezogen. Dies führte ihn im Herbst 1808 nach Kassel, wo Wilhelm von Dörnberg den Widerstand organisierte, und nach Ostfriesland, um dort Aktionen vorzubereiten. Spontan schloss er sich dann mit seinem Bruder Leopold von Lützow am 30. April 1809 dem Zug des Majors von Schill an. Am 5. Mai 1809 wurde er im Gefecht bei Dodendorf schwer verwundet und anschließend mehrere Monate in Schöneiche bei Berlin („Lützowhaus“) versteckt und gepflegt. Nach der Genesung wurde er vor ein preußisches Kriegsgericht gestellt. Da er als Mecklenburger in Preußen Ausländer war und auch zuvor aus der preußischen Armee verabschiedet worden war, erkannte das Gericht keine Schuld. Am 20. März 1810 heiratete er Elisa Davidia Margarethe Gräfin von Ahlefeldt.

### Führer des Lützowschen Freikorps
Am 7. Februar 1811 wurde Lützow wieder in den preußischen Dienst gestellt, zunächst mit einem Wartegehalt, ab 1. Januar 1812 mit einem Festgehalt, aber ohne wirkliche Verwendung im Dienst. Gneisenau hatte ihn für den Fall eines Volksaufstandes zunächst als dessen Leiter in Ostfriesland und Teilen Westfalens vorgesehen. Dies wurde von Scharnhorst konkretisiert, so dass Lützow am 9. Februar 1813 ein Gesuch an den preußischen König richtete, ein Freikorps aufstellen zu dürfen.
Es wurde der berühmteste deutsche Freiwilligenverband der Befreiungskriege. Das Lützowsche Freikorps bestand aus über 3000 vorwiegend nichtpreußischen Freiwilligen. Es zog besonders Studenten an und operierte vorwiegend im Rücken des Feindes. Über den Waffenstillstand des Frühsommers 1813 zu spät informiert, wurde das Lützowsche Freikorps am 17. Juni 1813 bei Kitzen in der Nähe von Leipzig durch napoleonische Kavallerie ohne Vorwarnung angegriffen und fast völlig aufgerieben. Lützow und sein Adjutant Theodor Körner wurden schwer verwundet und entkamen nur mit Mühe.
Nachdem Ende 1813 die einzelnen Teile des Freikorps den preußischen Linientruppen zugeteilt worden waren, kämpfte Lützow 1814 in den Ardennen. Am 23. März 1815 wurden aus den Resten des Freikorps zwei Linienregimenter gebildet: aus der Infanterie entstand das Infanterie-Regiment Nr. 25, die Kavallerie wurde zum Ulanen-Regiment Nr. 6 unter dem Kommandeur Oberstleutnant von Lützow. Im Feldzug von 1815 führte Lützow eine Kavallerie-Brigade. Dabei geriet er am 16. Juni bei Ligny verwundet in französische Gefangenschaft.
Auch wenn das Freikorps nach Einschätzung Heinrich von Treitschkes nur von geringer militärischer Bedeutung war, so hatte es doch einen beachtlichen Mobilisierungseffekt für die deutsche Erhebung gegen Napoleon.

### Nach den Befreiungskriegen
Für seine Verdienste wurde Lützow am 2. Oktober 1815 mit dem Eichenlaub zum Orden Pour le Mérite ausgezeichnet und einen Tag später zum Oberst befördert. Am 8. März 1817 folgte seine Ernennung zum Kommandeur der Kavallerie-Brigade in Münster. In gleicher Eigenschaft übernahm Lützow am 5. September 1818 die 13. Kavallerie-Brigade in Torgau und wurde am 30. März 1822 zum Generalmajor befördert.
Seine Ehe mit Elisa von Ahlefeldt wurde 1824 geschieden. Am 10. April 1829 heiratete er Auguste Uebel, die Witwe seines 1827 verstorbenen jüngsten Bruders Wilhelm, eine Frau, die ihn – wie er der von ihm geschiedenen Elisa alsbald anvertraute – „unaussprechlich unglücklich“ machte.
1830 erhielt er das Kommando der 6. Kavallerie-Brigade. Dieses Kommando übergab er am 30. März 1833 an den Prinzen Albrecht von Preußen und wurde daraufhin mit Pension zur Disposition gestellt. Seine letzten Lebensjahre verbrachte er zurückgezogen auf dem Lande. In dieser Zeit soll er ernsthaft „daran gedacht haben, nach Griechenland zu gehen und sich an die Spitze der griechischen Armee zu stellen“ (Griechenland befreite sich von 1821 bis 1827 aus der Herrschaft des Osmanischen Reiches). Lützows Grab befindet sich auf dem Alten Garnisonfriedhof in Berlin.

## Ehrungen

Deutsche Nationalfarben, die auf die Lützowschen Uniformfarben zurückgehen

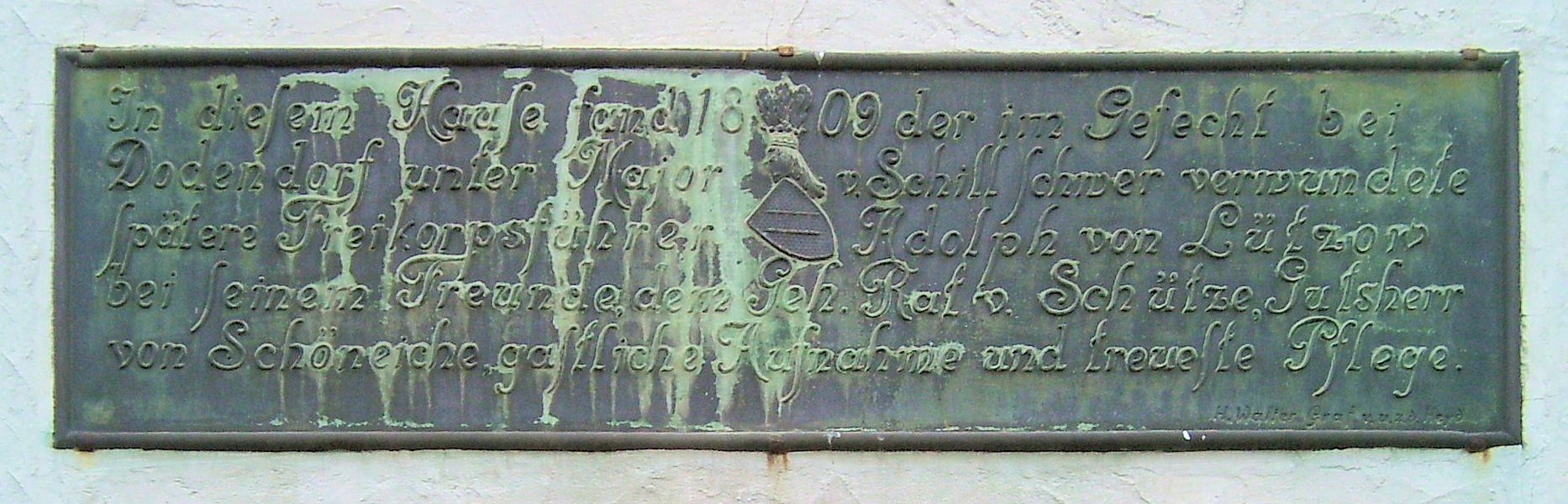
Gedenktafel am Lützowhaus in Schöneiche

- Die Farben der Lützowschen Uniform – schwarzer Stoff, roter Kragen und goldene Knöpfe – flossen in die Farbgebung der Nationalflagge Deutschlands ein (siehe dazu Schwarz-Rot-Gold). Eine solche Uniform ist in der Erinnerungsstätte für die Freiheitsbewegungen in der deutschen Geschichte im Schloss Rastatt ausgestellt.
- Theodor Körners Lied Lützows wilde Jagd (Musik von Franz Schubert und Carl Maria von Weber) war bei der Nationalen Volksarmee Bestandteil des Großen Zapfenstreiches.
- Nach von Lützow sind mehrere Schiffe benannt worden, in der kaiserlichen Marine die Lützow, sowie in der Kriegsmarine der 1939 vom Stapel gelaufene, nicht fertiggestellte Schwere Kreuzer Lützow und das 1940 in Schwerer Kreuzer Lützow umbenannte und umklassifizierte Panzerschiff Deutschland. Der Norddeutsche Lloyd taufte einen Reichspostdampfer der Feldherren-Klasse auf den Namen Lützow.
- In Münster-Handorf beherbergt die Lützow-Kaserne die Lehrgruppe B der Unteroffizierschule des Heeres, sowie in Aachen die Lützow-Kaserne im Verbund mit der Dr.-Leo-Löwenstein-Kaserne, der Körner-Kaserne und in Eschweiler der Donnerbergkaserne, die Technische Schule Landsysteme und Fachschule des Heeres für Technik, kurz TSL/FSHT, beherbergt. Von 1980 bis 1990 trug zudem das Kampfhubschraubergeschwader 5 der Armeefliegerkräfte der NVA diesen Namen. Die 37. SS-Freiwilligen-Kavallerie-Division führte – wenn auch nicht offiziell – den Ehrennamen „Lützow“. In Schwanewede existiert auch eine Lützow-Kaserne, in der Teile des Kommando Schnelle Einsatzkräfte Sanitätsdienst (KSES) und der Logistikschule untergebracht sind.
- Benannt wurden nach ihm der Lützowplatz in Berlin-Tiergarten und Straßen in Fürstenfeldbruck, Leipzig, Chemnitz, Solingen, Coesfeld, Münster, Hagen, Halberstadt, Düsseldorf, Köln, Augsburg, Büchen, Lünen und Nordhausen-Krimderode sowie in Wien-Penzing die Lützowgasse und die Lützowstraße in Innsbruck.
- In dem 1932 entstandenen Roman Horridoh Lützow! beschreibt ihn der Schriftsteller Rudolf Herzog.
- 1816 wurde er Ehrenbürger der Hansestadt Bremen.
- Im Jahr 2015 zeigte das Haus am Lützowplatz in Berlin unter dem Titel Black Bandits – 200 Jahre: #Lützow #Befreiungskriege #Napoleon #Waterloo eine Ausstellung von Werken zeitgenössischer Künstler. Dabei ging es um einen „geöffneten Resonanzraum zwischen Vergangenheit und Gegenwart“ und „nicht um die Illustration von Geschichte, sondern um die Markierung von Brüchen und Verwerfungen beim Prozess des Erinnerns“.[6]

## Filme
- Lützower (DDR 1972, Regie Werner W. Wallroth)